# Maksym Averin
Maksym Averin (nascido em 28 de novembro de 1985) é um ciclista azeri, da equipe nacional Synergy Baku.

## Olimpíadas
Participou, representando o Azerbaijão, dos Jogos Olímpicos de Verão de 2016 no ciclismo de estrada.